# Phalacrophorus pictus
Phalacrophorus pictus är en ringmaskart som beskrevs av Richard Greeff 1879. Phalacrophorus pictus ingår i släktet Phalacrophorus och familjen Iospilidae. Arten har ej påträffats i Sverige.

## Underarter
Arten delas in i följande underarter:
- P. p. borealis
- P. p. pictus